# La Roue Tourangelle 2008
La Roue Tourangelle 2008, settima edizione della corsa e valida come evento dell'UCI Europe Tour 2008 categoria 1.2, si svolse il 23 marzo 2008 su un percorso totale di circa 184 km. Fu vinta dall'ucraino Vitalij Kondrut che terminò la gara in 4h28'52", alla media di 41,061 km/h.
Al traguardo 92 ciclisti portarono a termine il percorso.

## Squadre e corridori partecipanti
| N.      | Cod. | Squadra                         |
| ------- | ---- | ------------------------------- |
| 1-8     |      | Vendée U                        |
| 11-18   |      | Blois Cac 41                    |
| 21-28   | ISD  | ISD Sport Donetsk               |
| 31-38   | STO  | Groupe Gobert.com               |
| 51-58   | DES  | Team Designa Køkken             |
| 61-68   | TLO  | Team Løgstør-Cycling for Health |
| 71-78   | KCT  | Kalev Sport                     |
| 81-88   | CCD  | Differdange-Apiflo Vacances     |
| 91-98   | KAT  | Team Katusha                    |
| 101-108 | ARH  | Atlas Romer's Hausbäckerei      |

| N.      | Cod. | Squadra                     |
| ------- | ---- | --------------------------- |
| 111-118 |      | Dynatek-Latvia              |
| 131-138 |      | Team Fidibc.com             |
| 141-148 |      | Russia (bandiera)           |
| 151-158 |      | Metec Cycling Team          |
| 161-168 |      | Bidelan-Kirolgi             |
| 171-178 |      | Saint Cyr Tours Cyclisme 37 |
| 181-188 |      | Guidon Chalettois           |
| 191-198 |      | CG Orléans-Loiret           |
| 211-218 |      | Entente Sud Gascogne        |
| 221-228 |      | VC Rouen 76                 |

## Ordine d'arrivo (Top 10)
| Pos. | Corridore          | Squadra        | Tempo    |
| ---- | ------------------ | -------------- | -------- |
| 1    | Vitalij Kondrut    | ISD-Sport-Don. | 4h28'52" |
| 2    | Roman Čučulin      | ISD-Sport-Don. | s.t.     |
| 3    | Jarosław Marycz    | FidiBC.com     | a 2'30"  |
| 4    | Olivier Pardini    | Groupe Gobert  | a 2'37"  |
| 5    | Aleksandr Porsev   | Katyusha Cont. | s.t.     |
| 6    | Dmytro Krivcov     | ISD-Sport-Don. | s.t.     |
| 7    | Morten Høberg      | Logstor        | s.t.     |
| 8    | Denys Kostyuk      | ISD-Sport-Don. | s.t.     |
| 9    | Sébastien Foucher  | Entente Sud G. | s.t.     |
| 10   | Dmitrij Samočvalov | Giant Espoirs  | s.t.     |